# كيفن كيج
كيفن كيج (بالإنجليزية: Kevin Gage)‏ (21 أبريل 1964 بتشيسوك في المملكة المتحدة - ) هو لاعب كرة قدم بريطاني في مركز الوسط. لعب مع أستون فيلا وبريستون نورث إيند وشيفيلد يونايتد وهال سيتي ونادي ويمبلدون.

## وصلات خارجية
- كيفن كيج على موقع الاتحاد الدولي (مؤرشف)  (الإنجليزية)
- كيفن كيج على موقع قاعدة بيانات كرة القدم.إي يو (الإنجليزية)
- كيفن كيج على موقع Soccerbase.com (لاعب) (الإنجليزية)
- كيفن كيج على موقع عالم كرة القدم.نت (الإنجليزية)